# The Carnival of Fools
I Carnival of Fools sono stati un gruppo musicale rock italiano formato nel 1988 a Milano e attivo fino al 1994. Il nome proviene da una poesia di Patti Smith.

## La storia
Il gruppo nacque nel 1988 su iniziativa di Mauro Ermanno Giovanardi, assieme a Marco Magistrali (basso), Max Donna (batteria) e Metello Orsini (chitarra, poi con i Massimo Volume), sostituito da Andrea Viotti. Nel 1989 inizia un'attività live con Jorge Gunther al basso.
Esordirono nel 1989 con l'EP Blues Get off My Shoulder edito per la Vox Pop, il disco è composto da brani originali con la cover di Summertime. Alla realizzazione del disco collaborarono anche Manuel Agnelli degli Afterhours, che suona il piano in Shehellshell, i Sir Chime & the Lovers, precedente gruppo di Giovanardi, Stefano Ghittoni e l'amico Paolo Mauri dei Weimar Gesang. Nel disco si sentono influenze blues, di artisti come Nick Cave e della musica new wave.
Poche settimane dopo l'uscita dell'EP d'esordio contribuirono con il brano Love Will Tear Us Apart all'album Something about Joy Division, tributo italiano al gruppo inglese sempre edito da Vox Pop.
Con Giorgio Ciccarelli (poi con Sux! e Afterhours) registrarono Shadows of a Doubt, per la compilation Gioventù sonica, tributo italiano ai Sonic Youth per la Electric Eye.
La prima fase della formazione a 4 (Gio, Max Donna, Andrea Viotti e Jorge Gunther) è improntata ad un'attività live caratterizzata da concerti intensi, particolarmente significativi quelli di apertura al tour italiano dei Beasts of Bourbon del 1990.
Il gruppo si ripresenta nel 1991 con una nuova formazione, entrano nel gruppo Luca Talamazzi alla chitarra e Maurizio Raspante al basso.
La Vox Pop pubblicò l'album di debutto Religious Folk nel 1992 e, con Mox Cristadoro alla batteria al posto di Max Donna, il secondo lavoro Towards the Lighted Town del 1993, dove oltre a brani originali Giovanardi reinterpreta The Fly di Nick Drake. Fu questo il periodo di maggior successo, con alcuni show in Europa e aprendo, tra gli altri, il concerto di Nick Cave durante il tour italiano di Let Love In, nel 1994.
Nel 1994 Giovanardi alla ricerca di nuovi percorsi creativi sciolse il gruppo e con Alex Cremonesi formò i La Crus, mentre gli altri componenti divennero i Santa Sangre.
Nel 2003 fu pubblicata l'antologia Blues Get off My Shoulder - The Anthology (V2/Sony) con tutti i loro brani migliori.
I testi dei brani sono sempre stati scritti in lingua inglese.

## Discografia

### Singoli/EP
- 1989 - Blues Get off My Shoulder (Vox Pop)
- 1990 - Love Will Tear Us Apart/Shadowplay (7" split con gli Afterhours)

### Album in studio
- 1992 - Religious Folk (Vox Pop)
- 1993 - Towards the Lighted Town (Vox Pop)

### Raccolte
- 2003 - Blues Get off My Shoulder - The Anthology (V2/Sony)

## Componenti
- Mauro Ermanno Giovanardi (1988-1994)
- Metello Orsini - chitarra (1988)
- Jorge Gunther - basso (1988-1990)
- Andrea Viotti - chitarra (1988-1991)
- Giorgio Ciccarelli - basso, chitarra (1991)
- Max Donna - batteria (1988-1991)
- Luca Talamazzi - chitarra (1991-1994)
- Maurizio Raspante - basso (1991-1994)
- Massimiliano 'Mox' Cristadoro - batteria (1991-1994)